# Gulden Draak
La Gulden Draak (in olandese Drago d'oro) è una birra scura belga, di elevata gradazione alcolica. È prodotta dalla Brouwerij Van Steenberge a Ertvelde (Fiandre Orientali). Nel 1998 è stata definita la birra più gustosa del mondo dall'American Tasting Institute.

## Imbottigliamento
La birra è imbottigliata nella sua classica bottiglia bianca in contenitori da 33, 75 o 150 centilitri e in fusti da 30 litri.